# 博凯洪
博凯洪（加利西亞語發音：[bokejˈʃoŋ]）是西班牙加利西亚自治区拉科鲁尼亚省的一个市镇。总面积73.2km², 总人口4215人（2018年），人口密度58人/km²。

## 地理
烏利亞河穿过博凯洪，该河的主要垂钓鱼是鳟鱼和鰻鱺。薩克羅峰（意为“圣山”）是博凯洪的最高点，高度为533米。从山顶可以俯瞰周围约250公里的范围。在地质学方面，圣山主要由半结晶的石英断层构成，与周围的片麻岩或花岗岩山脉形成了巨大的对比。

## 人口
| 博凯洪历史人口变化图                                       |
|                                                            |
| 来源：西班牙国家统计局（1900-1991年，实际人口）（2000年-） |

## 政治
| 2011年5月22日市镇选举结果 |       |        |        |
| 政党                      | 票数  | %      | 议席数 |
| PPdeG                     | 2,155 | 71.17% | 9      |
| BNG                       | 414   | 13.67% | 1      |
| PSdeG-PSOE                | 406   | 13.41% | 1      |

| 2015年5月25日市镇选举结果 |       |         |        |
| 政党                      | 票数  | %       | 议席数 |
| PPdeG                     | 1,745 | 61.73 % | 8      |
| Veciñ@s                   | 818   | 28.94 % | 3      |
| CxG-CCTT                  | 135   | 4.78 %  | 0      |
| BNG                       | 73    | 2.58 %  | 0      |

- 备注：
  - 加利西亚人民党（PPdeG）
  - 加利西亚民族主义集团（BNG）
  - 加利西亚工人社会党（PSdeG-PSOE）
  - 对加利西亚的承诺（CxG-CCTT）
  - 博凯洪居民党（Veciñ@s de Boqueixón）地方政党

## 图集

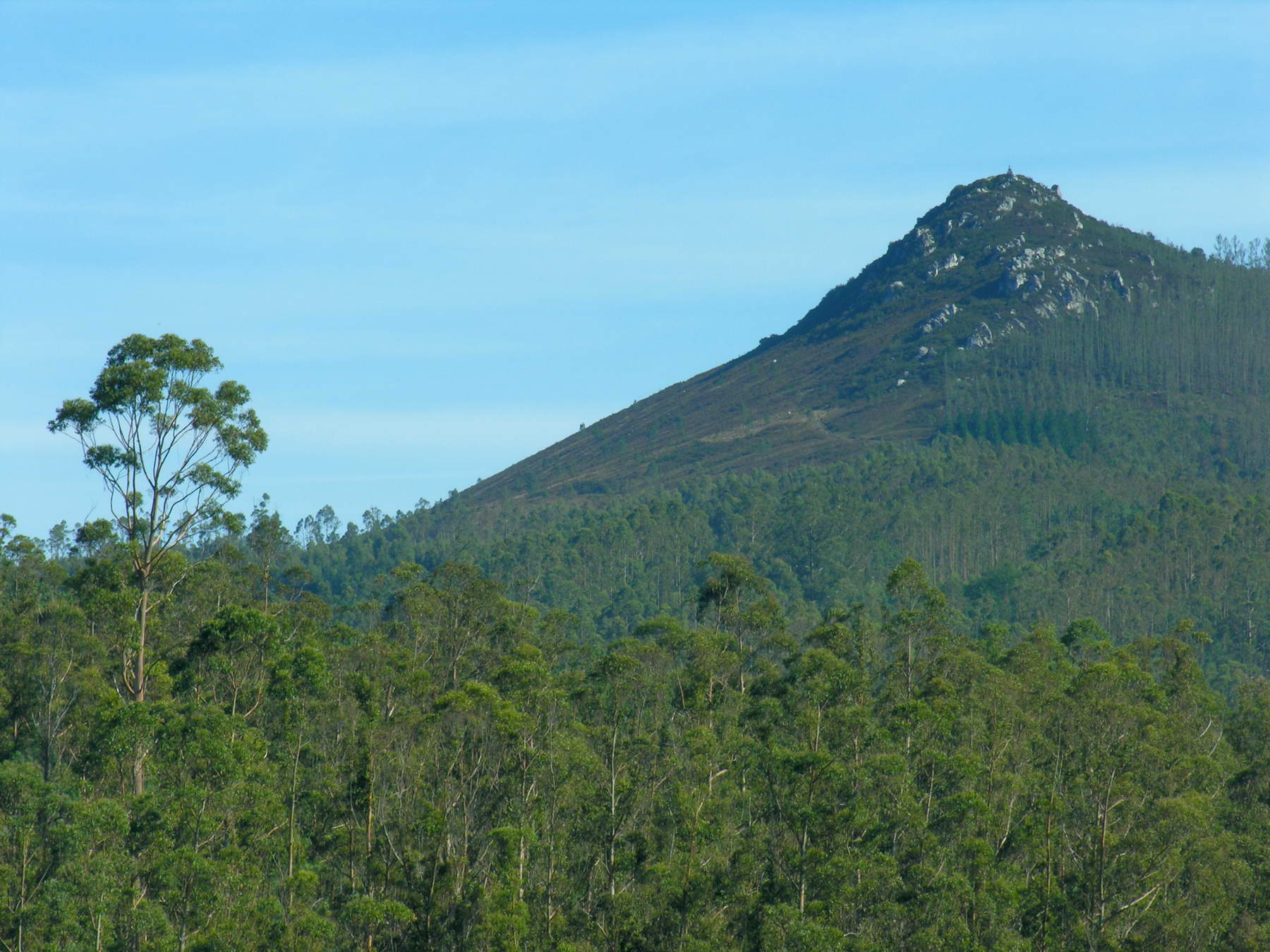
圣山
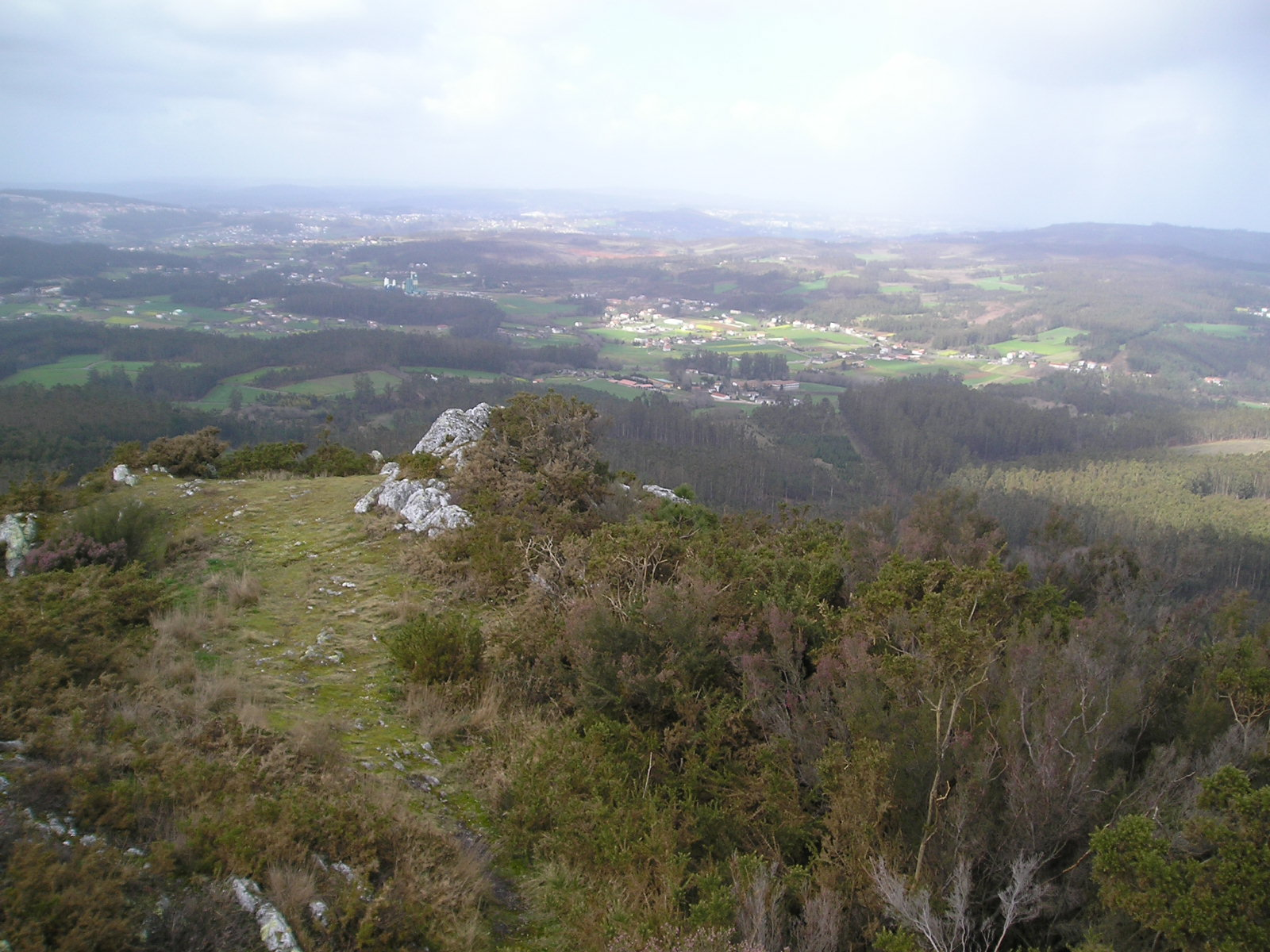
从圣山俯视
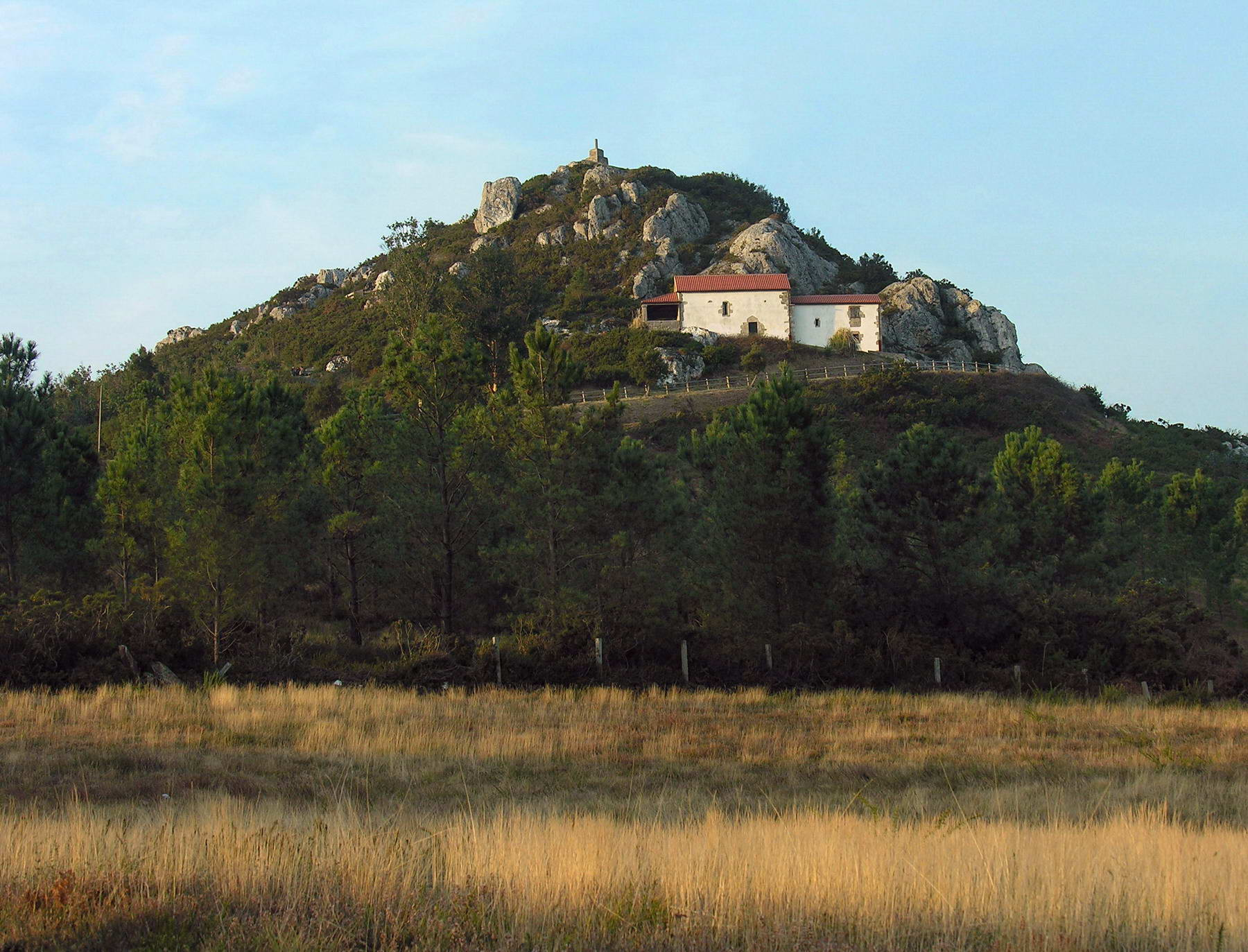